# Glacier Express

Mappa del percorso del treno.

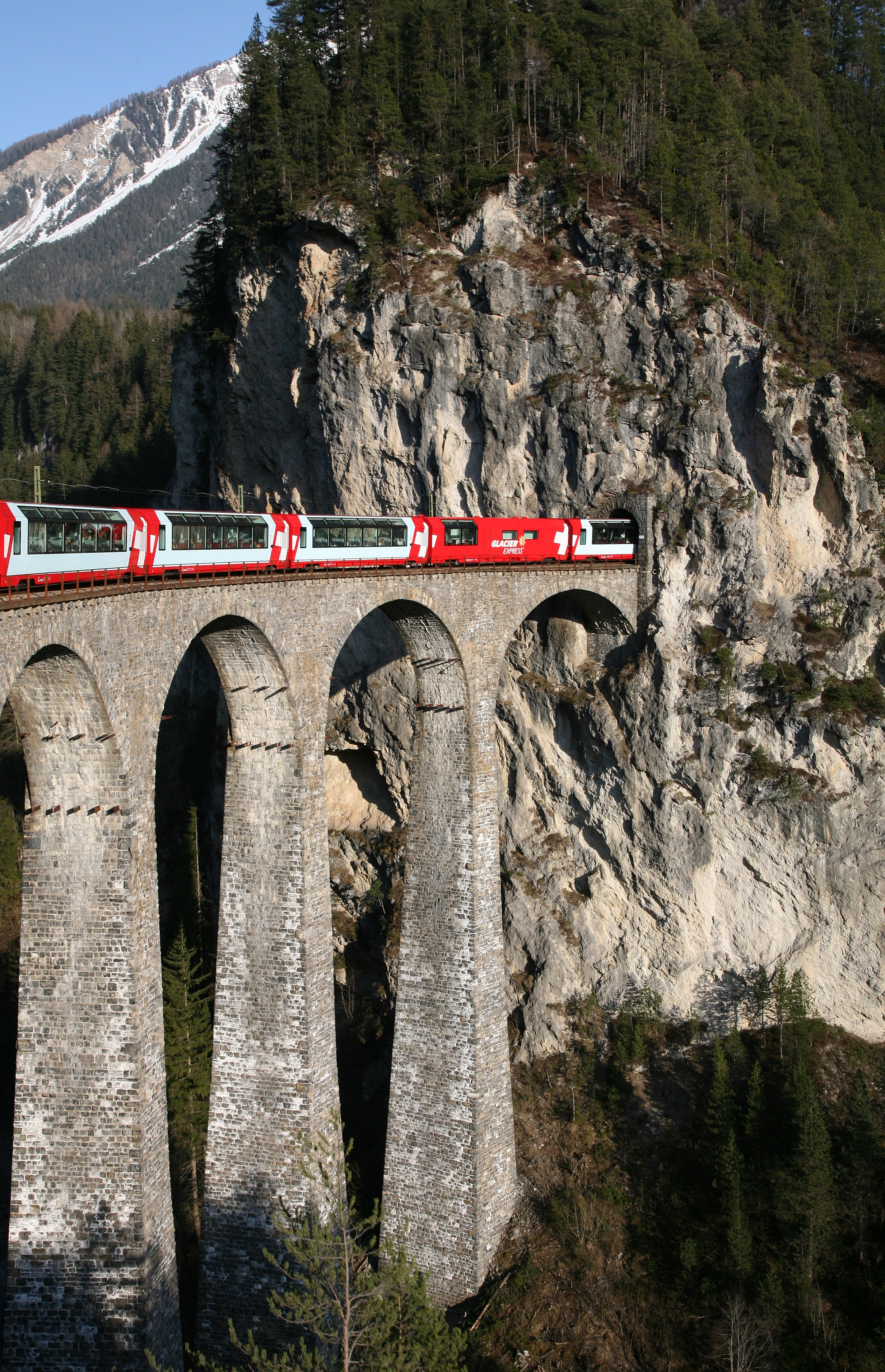
Il Glacier Express sul viadotto Landwasser

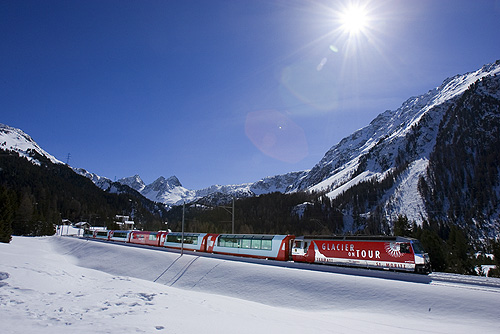
Il Glacier Express

Il Glacier Express è un treno diretto in Svizzera che va da St-Moritz a Zermatt (e viceversa) via Coira, Disentis, Andermatt e Briga.

## Caratteristiche
Il 25 giugno 1933 alle 10.30 partì da Zermatt il primo Glacier Express, con 70 passeggeri a bordo. Arrivò a Sankt Moritz 11 ore più tardi.
Il treno, che circola su linee a scartamento ridotto ed è gestito in parte dalla Ferrovia retica ed in parte dalla Matterhorn-Gotthard-Bahn, è sovente descritto come il più lento treno espresso del mondo. In 7 ore e mezzo di percorso, passa su 291 ponti, attraversa 91 tunnel e supera il passo dell'Oberalp, punto culmine della linea attuale, a 2033 metri. Non attraversa in quota il passo della Furka e il passo dell'Albula che invece vengono superati con due tunnel.
Il treno prende il nome dal ghiacciaio del Rodano, che in passato era posto lungo il percorso. Fino al 1981 il Glacier Express risaliva infatti una gran parte del passo della Furka fino ad un corto tunnel situato appena sotto il colle, permettendo ai passeggeri di vedere il ghiacciaio da vicino. Nel 1982 è stata aperta la galleria di base della Furka, che evita la salita al colle e permette la circolazione del treno anche in inverno. Il tracciato originale, dapprima abbandonato, è attualmente in fase di ripristino. Un treno storico circola già lungo la quasi totalità del percorso originale risalendo nuovamente il passo della Furka.
Il Glacier Express è soprattutto un treno turistico. Infatti, anche se in inverno costituisce il solo sbocco possibile al fondo della valle del Rodano (essendo il passo della Furka ed il passo del Grimsel chiusi), il tempo di percorrenza è troppo lungo perché ci sia interesse all'utilizzo per spostarsi da ovest ad est nella Svizzera. Si trovano inoltre sul troncone tra Briga e Coira altri tipi di treno e delle navette speciali che assicurano il trasporto su treno delle automobili tra Oberwald e Realp (via Tunnel di base della Furka) così come Andermatt e Sedrun (via passo dell'Oberalp). Infine in inverno il treno è utilizzato dagli sciatori per congiungere diverse stazioni sciistiche situate lungo la linea ed accessibili con lo stesso tipo di biglietto: Andermatt, Hospental, Sedrun e Disentis.
Dal 2006 il treno ha dei nuovi vagoni panoramici di prima e di seconda classe. Il pasto di mezzogiorno è servito ai viaggiatori al loro posto. Una voce narrante in sei lingue diverse (tedesco, inglese, francese, giapponese, cinese, italiano) descrive ai viaggiatori le curiosità incontrate nel percorso.

## Incidenti
- Nel 2004 un Glacier Express si scontrò con un treno regionale. Nell'incidente rimasero ferite 12 persone;
- Il 23 luglio 2010 tre carrozze del Glacier Express deragliarono prima dell'imbocco di un viadotto. Il bilancio fu di 1 morto e 42 feriti[1].